# Mabel (zespół muzyczny)
Mabel – włoska grupa tworząca muzykę eurodance. Założona w 1998 roku. Najbardziej znana z utworów „Disco Disco” oraz „Bum Bum”.

## Single
- 1999 "Disco Disco"
- 2000 "Bum Bum"

"Don't Let Me Down"
- 2001 "Land of Sex"
- 2002 "Like a Dream"

"Living on My Own"

## Albumy
- 2002 Destination